# Love the world
「love the world」（ラブ・ザ・ワールド）は、日本のテクノポップユニット・Perfumeの7枚目のシングル。2008年7月9日に徳間ジャパンコミュニケーションズから発売された。規格品番は初回限定盤がTKCA-73330、通常盤がTKCA-73335。

## 解説
前作「Baby cruising Love/マカロニ」から約半年振りのシングル。前作と同様「『LOVE』をテーマとした恋物語」をコンセプトとして、中田ヤスタカが書き下ろした作品である。初回限定盤は「love the world」のビデオクリップを収録したDVDとの2枚組。
「ポリリズム」以降、Perfumeのシングルではリード曲・カップリング曲ともにインストゥルメンタルが収録されていたが、本作のカップリング曲「edge」に関してはこれに代わり初めてリミックスバージョンが収録された。
なお、「edge」のブレイクに挿入される「1234」は、楽曲を制作した中田ヤスタカ自身の声である。
ジャケットでは三者三様のポーズを決めているが、初回盤ジャケットは「見猿・言わ猿・聞か猿」がモチーフ。PVは関和亮が担当。「love the world」のPVはモノクロバージョンとカラーバージョンが存在し、当初はモノクロバージョンのみの使用であったが、タイアップの携帯電話のCM放映開始日（2008年7月26日）以降はカラーバージョンも使用された。
メンバーは同曲の振り付けについて、「自分たちの曲の中で一番振り付けが難しい曲。」と語っている。
発売初週の2008年7月21日付のオリコン週間シングルランキングで、テクノポップアーティストとして初めてシングルチャート1位を獲得。
2008年8月度、ゴールドディスクに認定された。

## 収録曲

### CD
| 全作詞・作曲: 中田ヤスタカ（編曲含む）。 |                                            |                           |                           |      |
| #                                        | タイトル                                   | 作詞                      | 作曲・編曲                | 時間 |
| 1.                                       | 「love the world」                         | 中田ヤスタカ （編曲含む） | 中田ヤスタカ （編曲含む） | 4:35 |
| 2.                                       | 「edge」                                   | 中田ヤスタカ （編曲含む） | 中田ヤスタカ （編曲含む） | 6:30 |
| 3.                                       | 「love the world -original instrumental-」 | 中田ヤスタカ （編曲含む） | 中田ヤスタカ （編曲含む） | 4:35 |
| 4.                                       | 「edge -extended mix-」                    | 中田ヤスタカ （編曲含む） | 中田ヤスタカ （編曲含む） | 8:40 |
| 合計時間:                                | 合計時間:                                  | 24:20                     |                           |      |

### DVD (初回限定盤のみ)
1. 'love the world' music clip

### タイアップ
1. love the world
シャープ「au(KDDI) CDMA 1X WIN W62SH」CMソング
2. edge
コーセー「Fasio」CMソング

## 激レア企画の内容
Perfumeのシングルは初回のみで「激レア企画」と称するプレミア企画が行われており、本シングルでも行われている。
初回限定盤の帯裏の応募券をハガキに貼って応募すると、抽選で
- 100名にオリジナルグッズをプレゼント
- 9名に「エスキモーpino presents Perfume First TOUR 『GAME』」で、メンバーが着用したリストバンド、マント、Tシャツ各3着のうちどれか1つをプレゼント
- 3名には、2008年11月7日に行われる予定の日本武道館ライブの招待券と終演後のバックステージ招待権をプレゼント

のどれかが抽選で当たる企画が実施された。